# 장후이란
비비언 챙(영어: Vivian Chang, 1971년 7월 8일 ~ )은 중화민국 타이완의 여성 연극연출가, 영화제작자, 영화각본가, 배우, 작가이다.

## 생애
1994년 3월에 영화 시나리오 각본가로 데뷔하였다. 前 중화민국 총통 장징궈(蔣經國)의 서손녀(庶孫女)이자 前 중화민국 총통 장제스(蔣介石)의 서증손녀(庶曾孫女)인 그녀는 초등학교 시절이던 1978년 1월부터 1984년 2월까지 미국 펜실베이니아주 필라델피아 유학을 하였고 1984년 2월부터 1994년 2월까지 중고등학교와 대학을 모두 중화민국 타이완 자국에서 다녔으며 1996년 8월부터 1998년 8월까지 대학원 유학을 미국 매사추세츠주 보스턴에서 하였다. 그리고 1998년 8월 이후 2002년 4월까지 영화 각본가, 영화 감독, 영화 제작자, 연극 연출가, 작가 등으로 활동하다가 2002년 4월, 데뷔 8년 1개월만에 사실상 영화 각본가 분야에서 잠정적으로 은퇴하였으며 2003년 5월 중화민국 타이완 다큐멘터리 영화 《Papa blue》로 영화배우 데뷔하였다.
그 후 리여우차오(李幼喬)라는 중화민국 타이완 남성과 2004년 결혼하여 2005년 득녀, 2006년 득남하였다.
그 이후 2020년 캐나다 영화 《Days and nights of love, loss, and retribution in Vancouver, BC》에 단역 출연하였다.

## 주요 작품

### 영화 각본
- 1994年：《牙醫師》
- 1995年：《Lily》
- 1996年：《Medium rare and side of fries》
- 1996年：《最佳女主角, Ideal one》
- 2000년 : 《小百無禁忌》

### 영화 감독
- 2000년 : 《小百無禁忌》

### 영화 출연작
- 2003년 《Papa blue》
- 2020년 《Days and nights of love, loss, and retribution in Vancouver, BC》